# Melchsee-Frutt

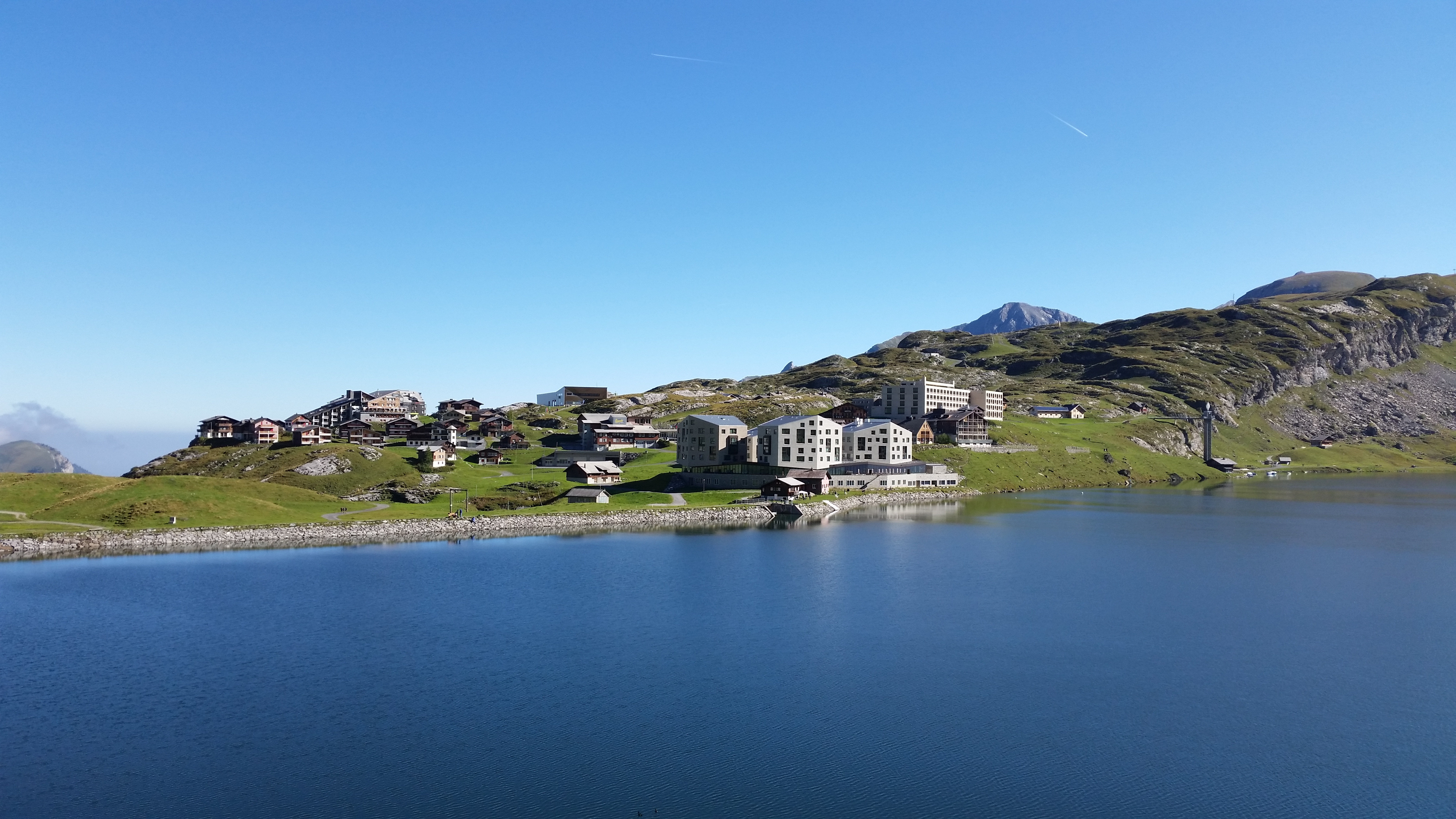
Melchsee-Frutt, Melchsee und Damm mit Überlauf

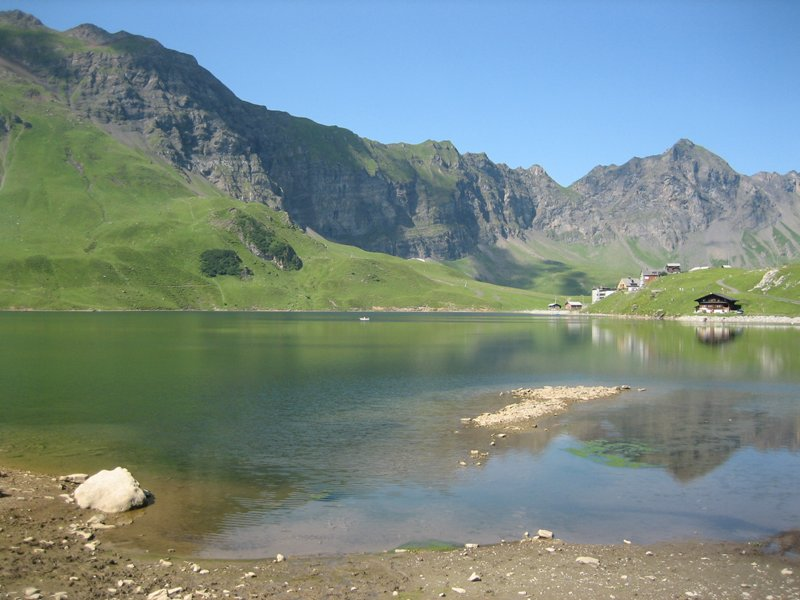
Der Melchsee ist ein Anglertreffpunkt

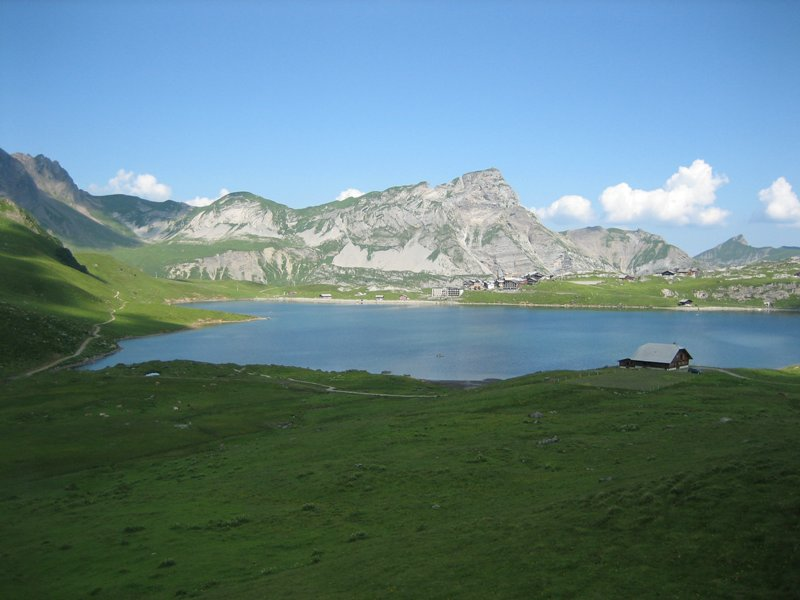
Melchsee-Frutt mit den Berggipfeln Murmelchopf, Chli Haupt und Brünig-Haupt im Hintergrund

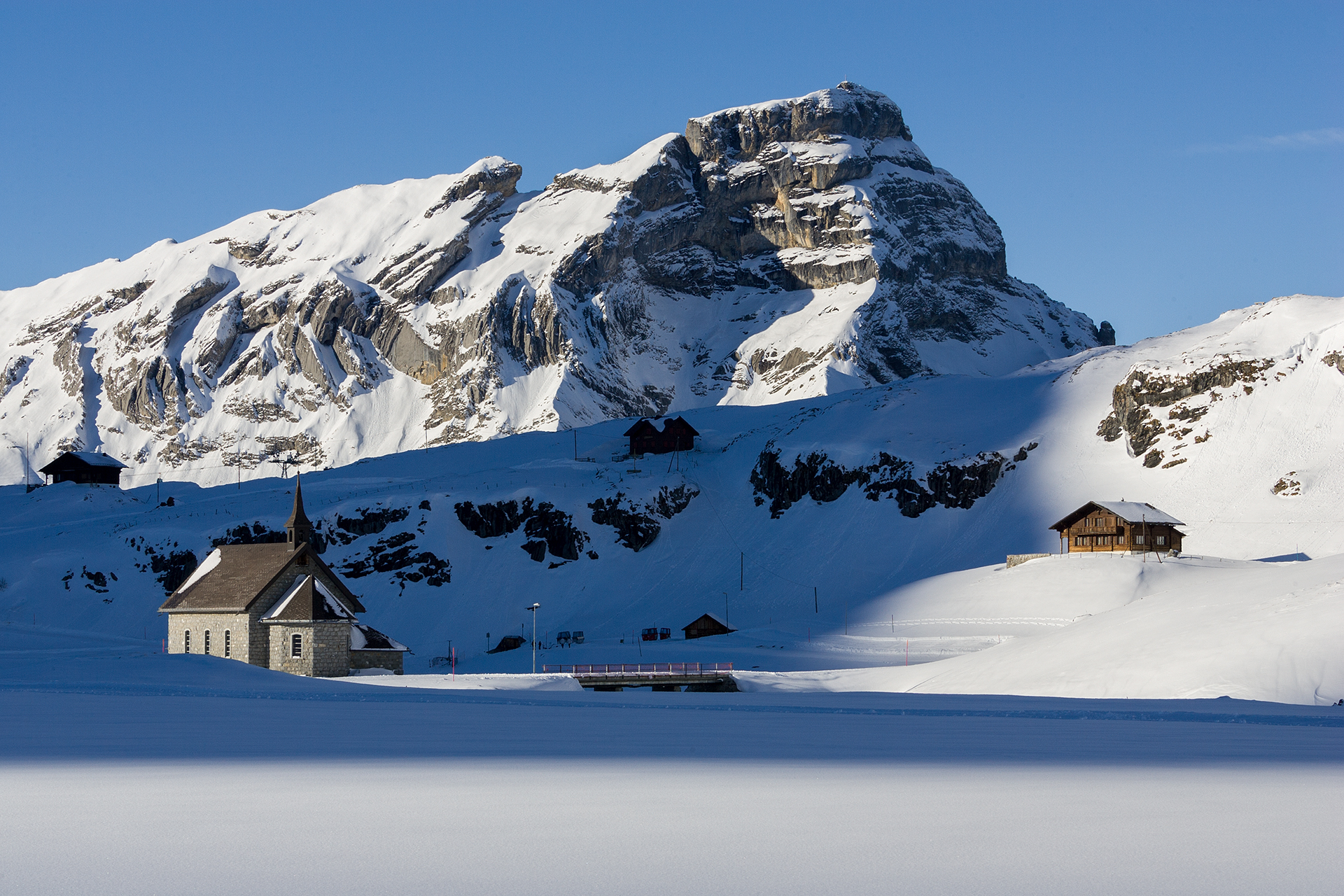
Der gefrorene Melchsee mit Kapelle

Melchsee-Frutt (auch nur die Frutt genannt) ist ein Sommer- und Wintersportort, ein Skigebiet sowie eine Alp in der Gemeinde Kerns im Kanton Obwalden in der Zentralschweiz.

## Lage
Das Dorf Melchsee-Frutt (auch einfach nur Frutt-Dorf genannt) liegt auf einer Höhe von 1920 m ü. M. auf einer Hochalp am Melchsee. Das Hochplateau mit den beiden Seen Melchsee und Tannensee ist von Gebirgszügen umgeben, welche die Hochalp fast vollständig umrunden. Ein für Flora und Fauna wertvoller Abschnitt bildet das Naturschutzgebiet Melchsee.
Melchsee-Frutt kann von dem Talort Stöckalp aus während der Sommer- und Wintersaison durch eine Gondelbahn und von ca. Ende Mai bis Anfang November über eine einspurige Strasse mit wechselweisem Verkehr erreicht werden. Eine Luftseilbahn führt weiter auf den 2168 m hohen Bonistock.

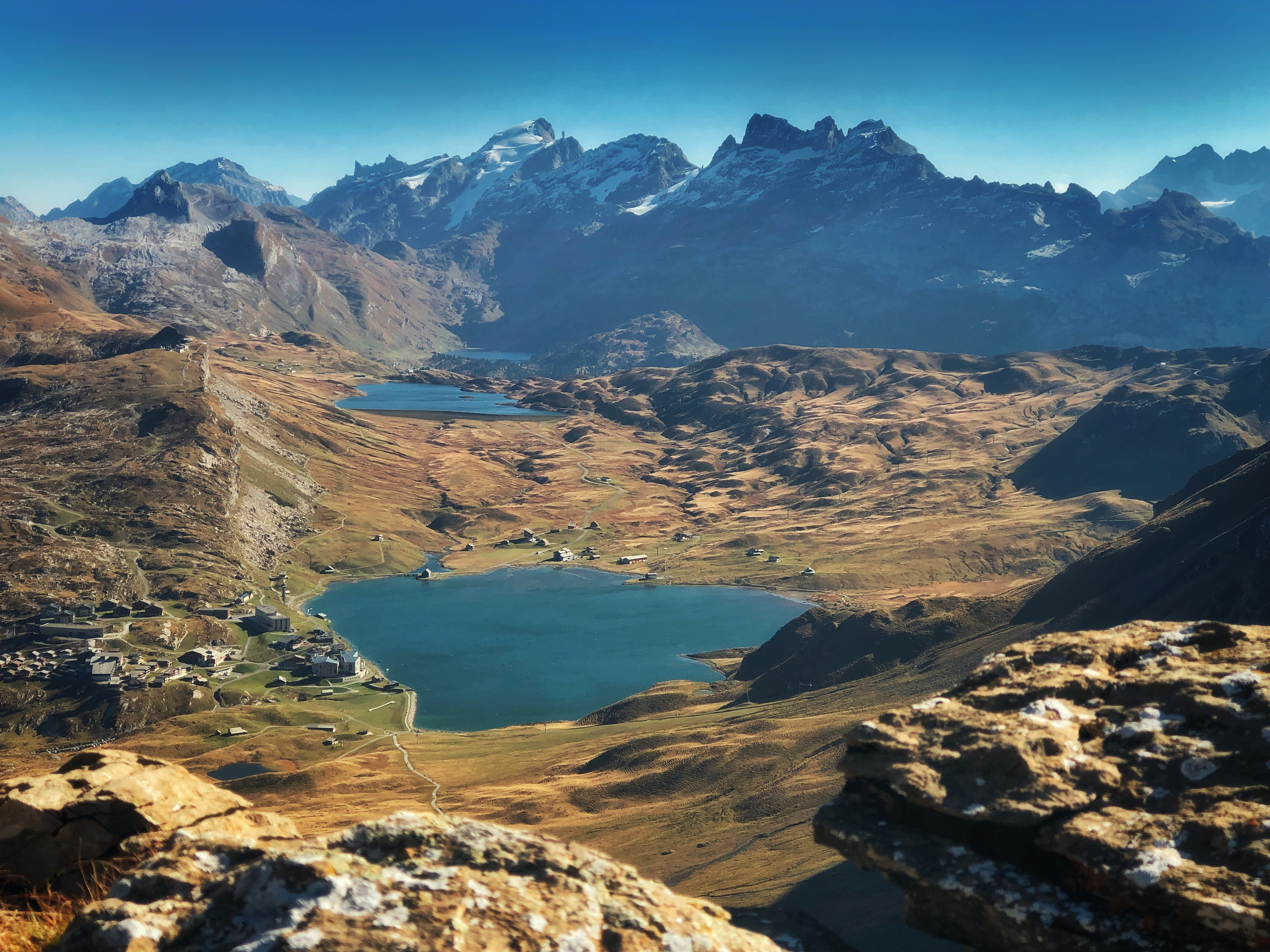
Blick auf Melchsee-Frutt vom Hochstollen aus gesehen, mit den drei Seen Melchsee, Tannensee und Engstlensee. Der schneebedeckte Gipfel im Hintergrund ist der Titlis, rechtsseitig die Gebirgskette u. a. mit dem Reissend Nollen

## Geologie
Melchsee-Frutt liegt in einem 15 km² grossen Karstgebiet. Es gibt im Felsmassiv zahlreiche Höhlen, die grössten davon sind die Bettenhöhle mit einer erforschten Länge von 30'022 Metern, die Schrattenhöhle mit einer erforschten Länge von 19'725 Metern und das Stäubiloch. Die Stiftung «Naturerbe Karst und Höhlen Obwalden» (NeKO) erforscht das Höhlennetz.

## Tourismus und Sehenswürdigkeiten
Melchsee-Frutt wird auch als generelle Bezeichnung für die ganze Tourismusregion verwendet, darin eingeschlossen sind nicht nur das Frutt-Dorf und die Tannalp, sondern auch die Stöckalp, der Bonistock, die Erzegg, das Balmeregghorn und die drei Seen Melchsee, Tannensee und Blausee. Im Sommer beliebt sind Wandern, Angeln, Biken, Paragliding und Klettern.
Melchsee-Frutt hat während der Saisonzeiten 165 Einwohner, vorwiegend Personal der Tourismusbetriebe (Stand: Ende 2022). Mehrere Hotels, Berggasthöfe und Ferienwohnungen bieten Übernachtungsmöglichkeiten an. Die meisten Besucher sind Tagestouristen. Am Nordostufer des Melchsees steht die 1900 erbaute Melchsee-Kapelle.

### Wintersport
Das Skigebiet Melchsee-Frutt liegt auf einer Höhe von 1080 bis 2255 m ü. M. und besteht aus insgesamt 32 km Pisten in den Schwierigkeiten blau, rot und schwarz. Insgesamt sind im Winter elf Bahnen und ein Fahrstuhl in Betrieb. Von der Talstation Stöckalp führt während der Wintersaison zusätzlich zu der Gondelbahn ein 2er-Sessellift bis nach Cheselen, ein weiterer 2er-Sessellift von dort bis zur Bettenalp. Von da aus bis zum Bonistock hinauf gibt es einen 4er-Sessellift. Vom Frutt-Dorf aus führt ein Seillift über den zugefrorenen See zum anderen Ufer. Dort gibt es einen Sessellift zum Erzegg und einen Schlepplift zum Balmeregg. Beim Erzegg ist ein Fun-Park eingerichtet und Nahe beim Dorf das Fruttli-Land Vogelbüel für Kinder. Zudem gibt es zwei Langlaufloipen von zwei bzw. dreizehn Kilometern Länge, Winterwanderwege und Schneeschuhtrails. Ein acht Kilometer langer Schlittelweg führt über 800 Meter Höhendifferenz von der Frutt bis zur Talstation Stöckalp. Es ist damit einer der längsten Schlittelweg der Zentralschweiz. Es kann auch nur der untere, vier Kilometer lange Teil ab Cheselen gewählt werden.
Auf dem zugefrorenen Melchsee wird Eisfischen angeboten.

### Wandern
Auf Melchsee-Frutt sind Wanderwege verschiedener Schwierigkeitsstufen angelegt. Eine einfache Wanderung von etwa einer Stunde führt vom Fruttdorf entlang des Melchsees und Tannenensees zur Tannalp. Während der Wanderung gibt es Stellen zum Baden und Feuerstellen. Die Wanderung ist auch für Familien mit kleinen Kindern geeignet, zum Rückweg kann der Fruttli-Zug benutzt werden.
Eine anstrengendere Wanderung verläuft von der Melchsee-Frutt via Blausee auf den Fulenberg. Von dort führt der Weg dem Grat entlang in Richtung Glogghüs und Balmeregghoren, wo eine gute Aussicht auf die Berner Alpen ist. Der Rückweg führt hinunter zum Tannensee und zurück zur Frutt.
Die Vier-Seen-Wanderung führt vorbei am Melchsee und Tannensee zum Engstlensee und dann über den Jochpass zum Trüebsee und weiter zur Gerschnialp und bis Engelberg.

## Geschichte

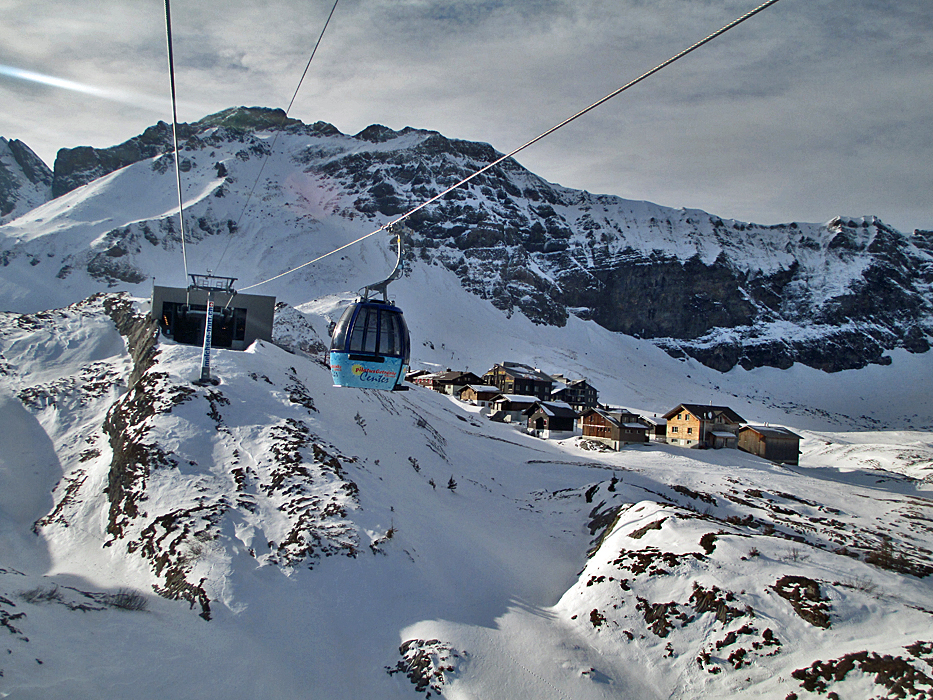
Gondelbahn auf Melchsee-Frutt

Luftbild von 1958

### Erschliessung mittels Seilbahn
Im Jahr 1935 wurde das touristische Potential der Landschaft auf dem Hochplateau beim Weiler Frutt und um den Melchsee erkannt. Eine erste Seilbahn mit zwei vierplätzigen Kabinen liess Otto Reinhard, Besitzer des Hotels Reinhard, von der Stöckalp auf die Frutt erbauen. Davon profitierten neben Landwirtschaft und Alpbewirtschaftung auch die Kurhäuser und Restaurants. Der Tourismus nahm zu, so dass bereits 1945 die zwei 4er-Kabinen durch zwei 8er-Kabinen ersetzt wurden. Diese Kapazitätssteigerung reichte gerade zehn Jahre. Die Korporation Kerns als Besitzerin der Seilbahn beauftragte die Habegger AG 1956/1957 mit dem Bau einer neuen Luftseilbahn mit zwei Kabinen, welche je 33 Personen fassten und 156 Personen pro Stunde befördern konnten.
Von den 1940er bis 1980er Jahren befand sich in Melchsee-Frutt ein sogenannter Reduitsender, eine Mittelwellensendeanlage für den Notfall. Die Anlage galt als geheim und durfte nicht auf touristischen Prospekten dargestellt werden.
Durch die bessere Erschliessung wurden weitere Kreise angelockt und die Luftseilbahn stiess an ihre Kapazitätsgrenze. Bereits 1976 musste sie deshalb wieder ersetzt werden. Eine 4er-Gondelbahn konnte 750 Personen pro Stunde befördern. Dies entsprach einer Kapazitätssteigerung von rund 380 Prozent und ermöglichte den Tagestourismus im grossen Stil, vor allem im Winter. Im Jahr 2011 wurde ein 32 Meter hoher Vertikallift gebaut, der vom See auf die Höhe der Bergstation führt. Die 4er-Gondelbahn wurde 2012 durch eine Seilbahn mit 30 runden 15er-Kabinen (neun Sitz- und sechs Stehplätze) und einer Kapazität von 1325 Personen pro Stunde ersetzt. Die Fahrzeit wurde von ca. 20 Minuten auf 10.14 Minuten verkürzt. Der Neubau hatte im August 2011 begonnen, am 15. Dezember 2012 wurde die Bahn eröffnet. Gleichzeitig wurde ein Parksystem eingeführt, mit dem die zuvor kostenlosen Parkplätze und die Plätze im neuen Parkhaus bewirtschaftet werden.

### Hotellerie
Das Bettenangebot von Kurhaus und Hotels erreichte um 1990 einen Höhepunkt von rund 550 Betten. Nach der Schliessung des Hotels Reinhard 1986 und dem Brand des Kurhauses Frutt im Januar 2004 sank die Zahl der Hotelbetten auf 278.

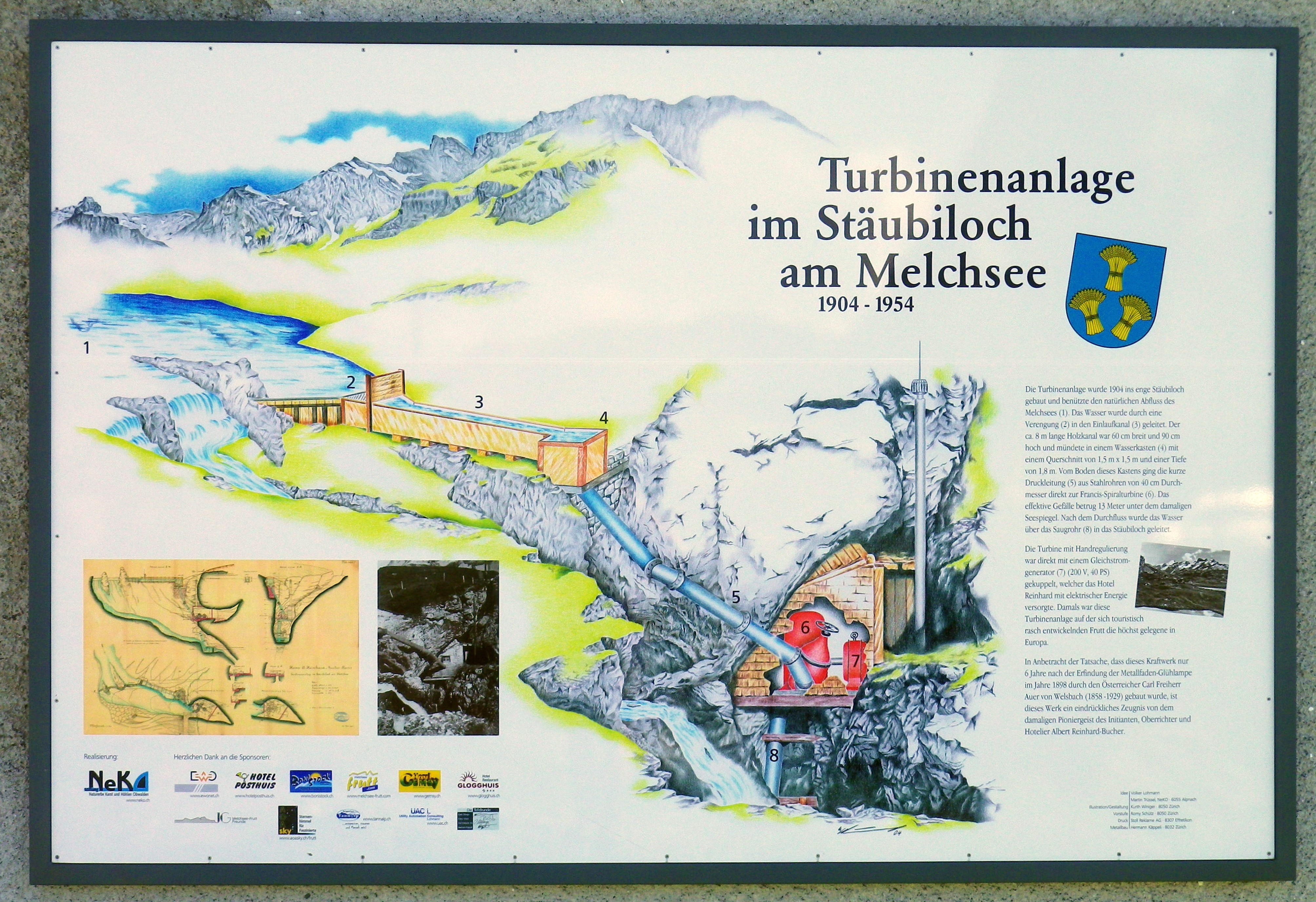
Informationstafel am Stäubiloch

Bereits 1888 wurde das Kurhaus Reinhard erbaut. In den darauffolgenden Jahren wurde das Hotel mit einer Aussichtsterrasse und einer Kegelbahn ergänzt. Der Hotelier Albert Reinhard-Bucher installierte 1904 in dem neben dem Hotel gelegenen Stäubiloch die Turbinenanlage Stäubiloch um die Wasserkraft zu nutzen. Das Stäubiloch war der natürliche Ablauf des Melchsees. Die Turbine war mit einem 200V-Gleichstromgenerator gekoppelt, der das Hotel Reinhard bis 1954 mit elektrischer Energie versorgte. 1947 wurde das Hotel umgebaut und in den 1960er Jahren mit einem Eisfeld ergänzt, auf dem ab 1967 Curling angeboten wurde. Das Erstklasshotel mit 130 Betten schloss 1986, das Gebäude war seitdem ungenutzt. Im Juli 2012 wurde der Bau abgebrochen. Auf dem Areal wurde 2015 das Familienhotel Frutt Family Lodge mit 42 Eigentumswohnungen und 47 Hotelzimmern errichtet.
Im Januar 2004 zerstörte ein Brand das Sporthotel Kurhaus Frutt vollständig. Da die Brandmeldeanlage nicht richtig funktionierte, wurde der Brand spät bemerkt. Zwei Hotelangestellte kamen ums Leben, vier weitere Personen wurden verletzt. Als Brandursache gilt Brandstiftung. Ein verdächtigter portugiesischer Küchengehilfe wurde 2007 mangels Beweisen vollumfänglich freigesprochen. Der ehemalige Hoteldirektor und der ehemalige Geschäftsführer wurden jedoch wegen fahrlässiger einfacher Körperverletzung verurteilt, da sie für das fehlerhafte Funktionieren der Brandmeldeanlage verantwortlich waren. Von 2008 bis 2011 wurde an der Stelle das Vier-Sterne-Hotel Frutt Lodge & Spa mit Spa-Bereich, zwei Restaurants und insgesamt 120 Betten in 58 Zimmern und 3 Suiten errichtet und im Dezember 2011 eröffnet. Zusätzlich befinden sich 15 Eigentumswohnungen in dem Gebäude.
Im Dezember 2020 wurden die beiden Hotels Frutt Family Lodge und Frutt Lodge & Spa unter dem Namen Frutt Mountain Resort zu einem Superior-Vier-Sterne-Hotel zusammengeführt, das seitdem von der Kempinski-Gruppe betrieben wird. Es entstand damit ein Hotel mit insgesamt 114 Zimmern und Suiten sowie drei Restaurants. Beide Hotels gehörten bereits zuvor dem Unternehmen Han’s Europe AG des chinesischen Investors Yunfeng Gao. Beide Hotelteile sind durch einen unterirdischen Tunnel verbunden, der acht Millionen Franken gekostet hat. Auch das Restaurant und ehemalige Hotel Gemsy, welches Gao im Frühjahr 2015 erworben hatte, ist an den Tunnel angebunden.